# Isabel Fernández Gutiérrez
Isabel Fernández Gutiérrez (Torre del Pla, Elx, 1972) és una judoka valenciana, ja retirada, guanyadora de dues medalles olímpiques. Actualment exerceix de regidora a l'ajuntament d'Alacant. Prové d'una família originària de Selaya (Cantàbria). L'any 2000 fou guardonada amb la Reial Orde del Mèrit Esportiu.

## Carrera esportiva
Va participar, als 24 anys, en els Jocs Olímpics d'Estiu de 1996 realitzats a Atlanta (Estats Units), on va aconseguir guanyar la medalla de bronze en la prova femenina de pes lleuger (-56 kg.). En els Jocs Olímpics d'Estiu de 2000 realitzats a Sydney (Austràlia) aconseguir guanyar la medalla d'or en aquesta mateixa prova, en guanyar a la final la cubana Driulis González i esdevenint la segona judoka espanyola en aconseguir la victòria en aquesta prova després de la victòria l'any 1992 de la judoka Miriam Blasco. En els Jocs Olímpics d'Estiu de 2004 realitzats a Atenes (Grècia) finalitzà en cinquena posició, aconseguint així un diploma olímpic. Finalment en els Jocs Olímpics d'Estiu de 2008 realitzats a Pequín (República Popular de la Xina), la seva última participació olímpica, finalitzà novena.
Al llarg de la seva carrera ha guanyat quatre medalles en el Campionat del Món de judo, una d'elles d'or; així com tretze medalles en el Campionat d'Europa, sis d'elles d'or.

## Carrera política
Membre del Partit Popular, es presentà a les eleccions municipals de l'any 2007 de la ciutat d'Alacant resultant escollida i nomenada regidora d'esports d'aquesta ciutat durant aquella legislatura fins al 2011.